# Kunfehértó
Kunfehértó falu Bács-Kiskun vármegye Kiskunhalasi járásában.

## Fekvése
Magyarországon, az Alföld nyugati részén, Budapesttől 160 kilométerre délre, Jánoshalmától 12 kilométerre északkeletre, Kiskunhalas városától 11 kilométerre délnyugatra található. A Duna 50 kilométerre nyugatra, a Tisza 65 kilométerre keletre folyik Kunfehértótól.
A szomszédos települések: észak felől Kiskunhalas, kelet felől Balotaszállás, délkelet felől Kisszállás, délnyugat felől Jánoshalma, nyugat felől Kéleshalom. Csak kevés híja van annak, hogy nem határos dél felől még Mélykúttal is.

### Megközelítése
Közúton a két szomszédos város valamelyike, Kiskunhalas vagy Jánoshalma érintésével érhető el, az 5412-es úton; határszélét délen, egy rövid szakaszon érinti még az 5416-os út is.
A hazai vasútvonalak közül a települést a Bátaszék–Kiskunhalas-vasútvonal érinti, melynek két megállási pontja van itt: Kunfehértó vasútállomás a falu központja közelében, Erdőszél megállóhely pedig a településtől délnyugatra, külterületen.

## Története
Kunfehértó környéke a bronzkortól lakott, ezt a település környékén talált leletek tanúsítják. Középkori eredetű leleteket is találtak itt, amiket ma Sinka mester kincseként tartanak számon (21 darab ezüst- és arany tárgy).  A török korban említik először a települést (1560). Ebben az időben határában vár állott.
1945 előtt a Dél-Alföldre jellemző tanyavilág helyezkedett el itt. Fehértó-pusztának hívták a területet, ami Kiskunhalas város részét képezte. 1903-ban lett vasútállomása a Kiskunhalas–Bácsalmás–Regőce-vasútvonal kiépülésének köszönhetően. 1930-ban nyílt meg a Kun-Fehér-Tó strand. Fehértó-pusztán 1932-ben közel 200 tanya állt itt. Mintagyümölcsös, magkísérleti telep, két elemi iskola is szolgálta az itteni lakókat. 1941-ben 1457 ember élt itt. 1942-ben mezőgazdasági téli iskola nyílt itt (mai gyermekotthon). 1950 májusában dr. Zólyomi Bálint botanikus és munkatársai azonosították be a tölgyfaerdőben (Városerdő), az Európában is egyedülálló növénypopulációt képező virginiai holdruta páfrányfajt.
A Kiskunhalas városától elszakadt puszta 1952. január 1-jén alakult meg Kunfehértó néven. Az állami gazdaság által építtetett Jókai utcai házak után fokozatosan épült ki a szocialista típusú település. A közeli fürdőzésre kiválóan alkalmas tó közelében üdülőfalu jött létre.
Népszerű programja a hetvenes évektől a „Fehértói Nyár”-nak, majd a kilencvenes évektől Sörfesztiválnak nevezett nyári, többnapos ifjúsági zenei fesztivál. Minden évben több ezer embert vonz a tópartra.
2018-tól (Fehér Tone fesztivál) néven kerül megrendezésre az ifjúsági zenei fesztivál.
2007-ben és 2008-ban is nagy tűzvész pusztított a területen.
2010. decemberben összedőlt a műemléki védettségű Németh-Buhin szélmalom.

## Elnevezései
- A települést a közép- és újkorban Akgölnek (török - Fehértó), Fejírtónak, Fehértónak és Fehértó pusztának is nevezték.
- A településnek két horvát (bunyevác) neve létezik. A felsőszentiváni bunyevácok Fertovnak, a tompai bunyevácok Vertovnak nevezték.[5]

## Közélete

### Polgármesterei
- 1990–1994: Harnóczi Sándor (független)[6]
- 1994–1998: Harnóczi Sándor (független)[7]
- 1998–2002: Harnóczi Sándor (független)[8]
- 2002–2006: Gömzsik László (független)[9]
- 2006–2010: Gömzsik László (független)[10]
- 2010–2011: Harnóczi Sándor (független)[11]
- 2011–2012: Kovács Erzsébet (független)[12]
- 2012–2014: Harnóczi Sándor (független)[13]
- 2014–2019: Huszár Zoltán (független)[14]
- 2019–2024: Huszár Zoltán (független)[15]
- 2024– : Szalai László (független)[1]

A településen 2011. június 26-án időközi polgármester-választást (és képviselő-testületi választást) tartottak,  az előző képviselő-testület önfeloszlatása miatt. A hivatalban lévő polgármester nem indult a választáson.
Alig egy évvel később, 2012. július 8-án újból időközi polgármester-választásra került sor Kunfehértón, ezúttal a falu vezetőjének lemondása okán. A választáson a hivatalban lévő polgármester, nem meglepő módon nem indult el, a korábban már több ciklusra (legutóbb 2010-ben) megválasztott elődje viszont igen, és ellenjelölt hiányában meg is nyerte azt.

## Népesség
A település népességének változása:
| Lakosok száma | 2121 | 2082 | 2058 | 2138 | 2103 | 2083 | 2043 |
|               | 2013 | 2014 | 2018 | 2021 | 2022 | 2023 | 2024 |

A 2011-es népszámlálás során a lakosok 81,4%-a magyarnak, 0,7% cigánynak, 1,5% németnek, 0,3% szerbnek mondta magát (18,5% nem nyilatkozott; a kettős identitások miatt a végösszeg nagyobb lehet 100%-nál). A vallási megoszlás a következő volt: római katolikus 29,6%, református 5,6%, evangélikus 0,7%, görögkatolikus 0,3%, felekezeten kívüli 34,6% (28,7% nem nyilatkozott).
2022-ben a lakosság 86,8%-a vallotta magát magyarnak, 0,5% németnek, 0,4% cigánynak, 0,2% románnak, 0,1% szerbnek, 2,2% egyéb, nem hazai nemzetiségűnek (12,9% nem nyilatkozott; a kettős identitások miatt a végösszeg nagyobb lehet 100%-nál). Vallásuk szerint 23,5% volt római katolikus, 5,5% református, 0,7% evangélikus, 0,2% görög katolikus, 1% egyéb keresztény, 1% egyéb katolikus, 24,5% felekezeten kívüli (43,1% nem válaszolt).

## Nevezetességei
A szikes Kun-Fehér-tó a településtől kb. 2 km-re található.  A kiemelkedően tiszta tóparti üdülőterület; az ifjúsági tábor; a fürdőtó; a minden évben megrendezett „Fehértói Nyár” rendezvénysorozat jelenti fő turisztikai vonzerejét.
A holdrutás tölgyfaerdő a virginiai holdruta élőhelye. A régi Városerdőt, amelyet ma Kunfehértói holdrutás-erdőnek hívnak, 1975-ben helyi jelentőségű értékké minősítették. Ez a 120 hektáros terület a Kiskunsági Nemzeti Park Igazgatósága alá tartozik. Védettségét unikális aljnövényzetének köszönheti.
Kunfehértón három gyógyszeripari gyár is működik.

## Látnivalók
- Almási-féle útmenti kereszt – Útmenti kereszt Kunfehértó-Kisszállás határában, a régi mélykúti útnál (1935)
- Volt Mezőgazdasági – 1942-ben épült Árkay Bertalan tervei alapján. Egyemeletes, tornyos épület, amely a vasútállomástól nem messze helyezkedik el.
- Faültető lányka - Pátzay Pál kétszeres Kossuth-díjas szobrászművész szobra (1963)
- Erdei Ferenc szabadidőpark és emlékmű - szabadidőpark emléktáblája (1977)
- Szabadság emlékmű –Szabadság téren áll. Rétfalvi Sándor szobrász és Bechman Zoltán építész munkája (1980)
- Földgáz bevezetése Kunfehértón tábla – Vöröshajnal utca (1985)
- Szent József kápolna – Az épület a Rákóczi utca 37/b számú telken található. A római katolikus imahelyet 1989. május 1-jén Marosi Izidor megyés püspök Munkás Szent József tiszteletére szentelte fel.
- Patocskai-féle útmenti kereszt – Útmenti kereszt Kunfehértó határában (1997)
- Millenniumi emlékoszlop – Béke tér (2001)
- Millenniumi emléktábla - Béke tér (2001)
- Kiskunhalas–Bácsalmás–Regőce-vasútvonal emléktábla – vasútállomás, a 100 éves hév-vasútvonal emlékére (2003)
- Tájház – (Kiserdő u. 5.) célja, hogy a helyi mezőgazdasági és népéletet bemutassa. (2007)
- Szovjet páncélozott jármű roncsa – a kunfehértói tábor területén

## Rendezvények
A településen és az üdülőtó területén több program is várja az érdeklődőket egész évben. 
- Februárban: Kunfehértor (falusi disznóvágás hagyományinak felelevenítése)
- Május 1.: retro majális a tóparton
- Pünkösd szombat, vasárnap: Falunap
- Július harmadik hétvégéjén: Fehér Tone fesztivál
- Augusztus: Családi nap a tóparton
- Október: Szüreti nap és bál
- November 11.: Márton napi lampionos felvonulás
- December: Adventi udvar

## Testvértelepülései
- Göda (Németország)
- Disznajó (Erdély)